# Encosta Norte do Alasca

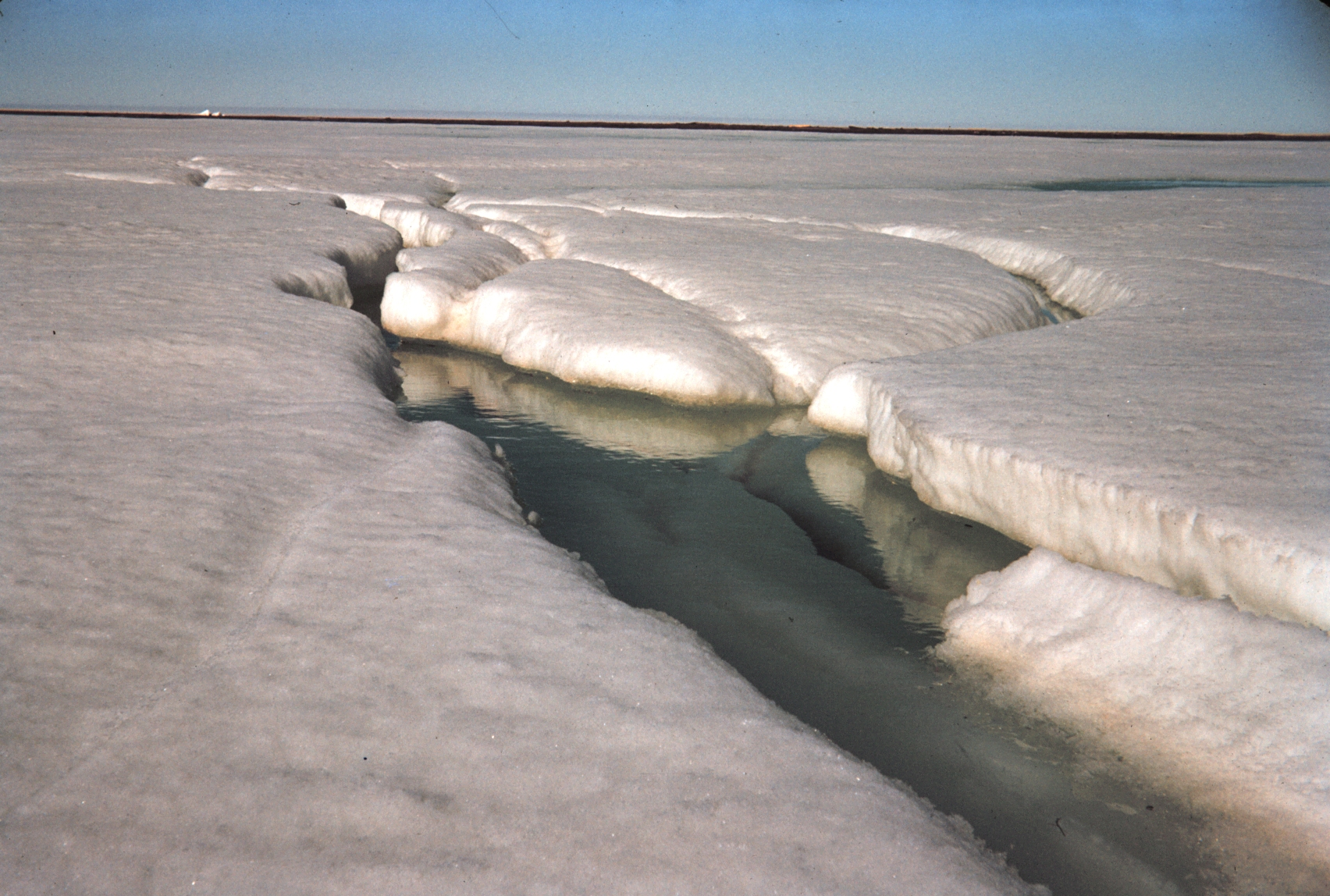
Solo congelado

A Encosta Norte do Alasca é uma região do estado americano do Alasca. Localiza-se na parte norte da Cordilheira de Brooks, ao longo de dois mares marginais que deságuam no Oceano Ártico, o Mar de Chukchi, estando na parte ocidental do Point Barrow e do Mar de Beaufort, a oriente. 
Na região, contém a Reserva Nacional de Petróleo, grande reserva petrolífera até a descoberta do Campo Petrolífero da Baía de Prudhoe em 1968. As atividades da extração de petróleo dentro dos limites estatais vem sendo tema de controvérsia , pois na região também se encontra o Refúgio Nacional de Vida Selvagem do Ártico. O petróleo extraído é transferido para o sul pelo Sistema de Óleoduto Trans-Alasca até Valdez no Oceano Pacífico.
O solo da região é permafrost, ou seja, fica congelado durante boa parte do ano, quando degela, aparece as tundras . 
Grande parte da região localiza no Distrito de North Slope.

## Ligações Externas
- Iniciativa Científica da Encosta Norte do Alasca